# Kurt Möckel
Kurt Möckel (* 19. Juli 1901 in Zwickau; † 22. Juni 1992 in Johannesburg) war ein deutscher Chemiker und Unternehmer.

## Leben
Er war der Sohn des Chemikers Richard Möckel, der eine chemische Fabrik in Schedewitz bei Zwickau besaß und mehrfach Gastgeber für Adolf Hitler war. Seine Mutter war Christine Sophie, geborene Dulheuer, aus Lissabon. Kurt Möckel trat in die Fußstapfen seines Vaters und wurde ebenfalls Chemiker und Inhaber einer chemischen Fabrik in Zwickau. 1938 promovierte er an der Universität Leipzig. Das Thema seiner Dissertation lautete Die Bedeutung der Ausfuhr für die sächsische Industrie und erschien als Druck im Heft 1 der neuen Reihe Der sächsische Wirtschaftsraum. Seine Fabrik wurde durch die Fabrikation von Schmelzfarben für die keramische Industrie bekannt.
Möckel trat zum 1. September 1931 der NSDAP bei (Mitgliedsnummer 639.323) und schloss sich auch der SS an. 1932 gehörte er zu den Mitbegründern des südwestafrikanischen Ablegers der NSDAP mit Büros im ganzen Land. Die Landesgruppe Südwestafrika der NSDAP hatte unter den Deutschstämmigen einen vergleichsweise ähnlich großen Zulauf wie im Deutschen Reich, so dass sich die südafrikanische Mandatsverwaltung genötigt sah, die Partei bereits 1934 wieder zu verbieten.
Als SS-Unterscharführer kam Möckel 1941/42 in Bedrängnis, nachdem er Gerüchte über ein angebliches Verhältnis des SS-Obergruppenführers und Generals der Waffen-SS Karl Wolff mit einer Jüdin verbreitet haben soll.
Nach 1945 sammelte die neuentstandene MfS-Bezirksverwaltung Karl-Marx-Stadt biographische Angaben zu Möckel.
In der DDR veröffentlichte er 1970 das Werk Ökonomisch-kultureller Leistungsvergleich, eine Form der öffentlichen Wettbewerbsführung im Verlag Tribüne.